# Idalus erythronota

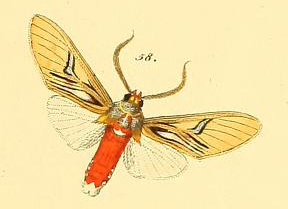
Idalus erythronota

Idalus erythronota är en fjärilsart som beskrevs av Herrich-Schäffer 1853. Idalus erythronota ingår i släktet Idalus och familjen björnspinnare. Inga underarter finns listade i Catalogue of Life.